# Le avventure di Rocky e Bullwinkle (serie animata)
Le avventure di Rocky e Bullwinkle (The Adventures of Rocky and Bullwinkle) è una serie animata statunitense del 2018, prodotta da DreamWorks Animation Television e basata su Rocky e Bullwinkle.
La serie è stata pubblicata per la prima volta negli Stati Uniti su Prime Video dall'11 maggio 2018 all'11 gennaio 2019, per un totale di 26 episodi ripartiti su una stagione. In Italia la serie è stata trasmessa su K2 dal 15 ottobre 2018 al 28 gennaio 2019.

## Episodi
| Stagione       | Episodi | Prima TV USA | Prima TV Italia |
| -------------- | ------- | ------------ | --------------- |
| Prima stagione | 13      | 2018         | 2018            |
| Prima stagione | 13      | 2019         | 2019            |

## Personaggi e doppiatori

### Personaggi principali
- Rocket "Rocky" J. Squirrel, voce originale di Tara Strong, italiana di Micaela Incitti.
- Bullwinkle J. Moose, voce originale di Brad Norman, italiana di Nanni Baldini.
- Boris Badenov, voce originale di Ben Diskin, italiana di Roberto Stocchi.
- Natasha Fatale, voce originale di Rachel Butera, italiana di Giuppy Izzo.
- Leader Intrepido (in originale: Fearless Leader), voce originale di Piotr Michael, italiana di Marco Mete.
- Narratore, voce originale di Daran Norris.

### Personaggi ricorrenti
- Direttrice Peachfuzz, voce originale di Fuschia!, italiana di Francesca Guadagno.
- Butler, voce originale di Ant Simpson, italiana di Oreste Baldini.

### Personaggi secondari
- Mario López, voce originale di Mario López, italiana di Gabriele Tacchi.
- Karen Simpatia, voce originale di Piper Perabo, italiana di Georgia Lepore.